# Ибрагимов, Гариб Эльданиз оглы
Гариб Эльданиз оглы Ибрагимов (азерб. İbrahimov Qərib Eldəniz oğlu; 11 сентября 1988, Товуз, Азербайджан) — азербайджанский футболист, амплуа — полузащитник.

## Биография
Начал заниматься футболом в детском возрасте, в родном городе Товузе.

## Клубная карьера
Гариб Ибрагимов является воспитанником товузской школы футбола. Профессиональную карьеру футболиста начал в 2008 году с выступления в Премьер-Лиге чемпионата Азербайджана в составе ФК «Бакылы» (Баку).
В мае 2013 года состоялся переход Ибрагимова в клуб азербайджанской Премьер-лиги «АЗАЛ» из города Баку, с которым футболист подписал годичный контракт. В составе «лётчиков» выступает под №8.

## Достижения
В сезоне 2010/11 годов, отыграв 29 игр, стал игроком, проведшим больше всего матчей за сезон в составе ФК «Симург».
7 октября 2013 года, будучи игроком ФК «АЗАЛ», стал автором юбилейного 100-го гола, забитого в Премьер-Лиге Азербайджана в сезоне 2013/14 годов.